# 台灣文學獎
台灣文學獎，是臺灣的文學獎，原為中華民國文建會2001年起創辦的徵文獎項，2005年起由國立臺灣文學館負責辦理，每年頒發。獎項分為獎勵出版書籍的「金典獎」及鼓勵母語書寫的「創作獎」兩大項。2019年起為鼓勵新人書寫，增設「蓓蕾獎」3名。2020年起將「創作獎」獨立於「金典獎」舉辦贈獎典禮。

## 歷史
「臺灣文學獎」首次徵獎是由1998年臺灣省政府文化處所舉辦之「第一屆臺灣省文學獎」開始。廢省後，2002年起轉型為由行政院文化建設委員會籌備，由民間團體「文學臺灣」承辦至2004年止。
2005年文建會移交「臺灣文學獎」至國立臺灣文學館辦理。 2005年「臺灣文學獎」徵件文稿總量由2004年的794件掉落至2005年378件，往後2006年攀升至606件。
文建會2006年8月裁示：「2006年臺灣文學獎應考量其代表性、參與者素質等，欲樹立國家級獎項的規模，應盡速進行檢討並考量轉型舉辦的可能性」，於此「臺灣文學獎」在2007年轉型文稿徵件模式，結合圖書出版調整為「圖書類」及「創作類」二大類，徵稿文類「圖書類」涵蓋長篇小說及新詩(2010年起與散文輪流辦理)，「創作類」涵蓋劇本創作，2008年增加本土母語創作獎，由臺語、客語、原住民族華語每年輪流文類(新詩、散文、短篇小說)。2019年起為鼓勵新人書寫，增設「蓓蕾獎」3名。2020年起將「創作獎」獨立於「金典獎」舉辦贈獎典禮。

## 相關報導與爭議
2023年，獎勵台灣文學書籍出版的「金典獎」引發多項爭議，主辦單位台灣文學館因此發布道歉聲明。

## 歷屆得主

### 2005
- 短篇小說類：首獎溫毓詩〈牡蠣〉／推薦獎王聰威〈濱線鐵路〉／佳作董籬〈紅色巨塔〉
- 劇本類：首獎劉美鈺〈紅色凡妮莎〉／推薦獎許正平〈花園──三則現代與聊齋〉／佳作張瀛太〈大人物〉
- 散文類：推薦獎李曉菁〈20，46〉、陳栢青〈如是我聞〉／佳作溫毓詩〈履帶鏈接的村落〉、鄭立明〈老人眷村安那其之戀〉

### 2006
- 長篇小說類：首獎從缺／推薦獎李永松〈雪國再見〉、吳婷婷〈從蓮花巷道四季路〉
- 新詩類：首獎凌性傑〈有信仰的人〉／推薦獎陳柏伶〈創世祭〉／佳作羅葉〈如寄──獻給社會各角落勤奮工作的人們〉
- 散文類：首獎陳宛瑜〈中指〉／推薦獎田威寧〈猴子〉／佳作洪慧娟〈早點〉／入選莊佳穎〈升記號〉、黃信恩〈口音〉

### 2007
- 圖書類長篇小說金典獎：陳玉慧《海神家族》、霍斯陸曼·伐伐《玉山魂》、莊華堂《巴賽風雲》
- 圖書類新詩金典獎：向陽《亂》
- 創作類劇本金典獎：首獎鄭衍偉《大家一起寫訃文》／評審獎紀蔚然《倒數計時》

### 2008
- 圖書類長篇小說金典獎：巴代《笛鸛：大巴六九部落之大正年間》
- 圖書類新詩金典獎：從缺
- 創作類劇本金典獎：陳慕義〈請勿犧牲愛情〉
- 創作類本土母語創作台語小說金典獎：胡長松〈金色島嶼之歌〉

### 2009
- 圖書類長篇小說金典獎：駱以軍《西夏旅館》
- 圖書類新詩金典獎：商禽《商禽詩全集》
- 創作類劇本金典獎：吳明倫〈Trance〉
- 創作類本土母語客語新詩金典獎：劉慧真〈歷史講義〉

### 2010
- 圖書類長篇小說金典獎：童偉格《西北雨》
- 圖書類散文金典獎：周芬伶《蘭花辭》
- 創作類劇本金典獎：陳建成〈清洗〉
- 創作類原住民漢語報導文學金典獎：李信·書達（李秀蘭）〈親親小奇萊〉

### 2011
- 圖書類長篇小說金典獎：張萬康《道濟群生錄》
- 圖書類新詩金典獎：白靈《昨日之肉─金門馬祖綠島及其他》
- 創作類劇本金典獎：詹俊傑〈逆旅〉
- 創作類台語散文金典獎：王昭華〈哀爸叫母〉

### 2012
- 圖書類長篇小說金典獎：賴香吟《其後それから》
- 圖書類散文金典獎：林文義《遺事八帖》
- 創作類劇本金典獎：從缺
- 創作類客語散文金典獎：張捷明〈濛沙煙行過个山路〉

### 2013
- 圖書類長篇小說金典獎：李喬《V與身體》
- 圖書類新詩金典獎：陳黎《朝/聖》
- 創作類劇本金典獎：無獲獎者。原本為劉勇辰作品《平行線》，但因該作品另向新北市文化局申請獎補助，故取消得獎資格。
- 創作類原住民短篇小說金典獎：奧威尼‧卡露斯〈淚水〉

### 2014
- 圖書類長篇小說金典獎：顏忠賢《寶島大旅社》
- 圖書類散文金典獎：陳列《躊躇之歌》
- 創作類劇本金典獎：魏于嘉〈現世寓言〉
- 創作類台語新詩金典獎：李長青〈親像，有光〉

### 2015
- 圖書類長篇小說金典獎：吳明益《單車失竊記》、甘耀明《邦查女孩》
- 圖書類新詩金典獎：吳晟《他還年輕》
- 創作類劇本金典獎：沈琬婷〈吉卜拉〉
- 創作類客語短篇小說金典獎：葉國居〈看毋到个田〉

### 2016
- 圖書類長篇小說金典獎：陳耀昌《傀儡花》
- 圖書類散文金典獎：郭強生《何不認真來悲傷》、陳芳明《革命與詩》
- 創作類劇本金典獎：太陽卒〈閉上雙眼是種罪〉
- 創作類原住民新詩金典獎：沙力浪〈從分手的那一刻起~南十字星下的南島語〉

### 2017
- 圖書類長篇小說金典獎：連明偉《青蚨子》
- 圖書類新詩金典獎：從缺
- 創作類劇本金典獎：曾莛詒《咬人貓》
- 創作類台語短篇小說金典獎：陳正雄〈命〉
- 創作類客語短篇小說金典獎：曾俊鑾〈頭家娘个選擇〉
- 創作類原住民漢語短篇小說金典獎：Nakao Eki Pacidal〈一個剪檳榔場的暴風雨之夜〉

### 2018
- 圖書類長篇小說金典獎：林俊穎《猛暑》
- 圖書類散文金典獎：謝旺霖《走河》
- 創作類劇本金典獎：馮翊綱《恍然大誤》
- 創作類台語短篇小說金典獎：呂美親〈佇普悠瑪列車內面〉
- 創作類客語短篇小說金典獎：謝錦綉〈kodama庄最尾正徙走个人家〉
- 創作類原住民漢語短篇小說金典獎：游以德〈游阿香〉

### 2019
- 圖書類金典年度大獎：張貴興《野豬渡河》（聯經出版）
- 圖書類金典獎：阿潑《日常的中斷：人類學家眼中的災後報告書》（八旗出版）
- 圖書類金典獎：唐諾《我有關聲譽、財富和權勢的簡單思索》（印刻出版）
- 圖書類金典獎：夏曼‧藍波安《大海之眼：Mata nu Wawa》（印刻出版）
- 圖書類金典獎：賴香吟《天亮之前的戀愛：日治台灣小說風景》（印刻出版）
- 圖書類金典獎：羅智成《問津》（聯合文學出版）
- 圖書類蓓蕾獎：王天寬《開房間》（有鹿出版）
- 圖書類蓓蕾獎：洪明道《等路》（九歌出版）
- 圖書類蓓蕾獎：曹馭博《我害怕屋瓦》（啟明出版）
- 創作類原住民漢語新詩創作獎：黃璽〈十二個今天〉
- 創作類原住民漢語新詩創作獎：[[游悅聲〈Bayes〉
- 創作類客語新詩創作獎：張芳慈〈牆系列組詩〉
- 創作類客語新詩創作獎：王倩慧〈送分ngaiˇ故鄉个泥肉〉
- 創作類臺語新詩創作獎：曾美滿〈失落的批信〉
- 創作類臺語新詩創作獎：王永成〈布袋〉

### 2020
- 圖書類金典年度大獎：陳思宏《鬼地方》
- 圖書類金典獎：林新惠《瑕疵人型》（時報文化出版）
- 圖書類金典獎：陳昌遠《工作記事》（逗點文創結社出版）
- 圖書類金典獎：郭強生《尋琴者》（木馬文化出版）
- 圖書類金典獎：黃春明《跟著寶貝兒走》（聯合文學出版）
- 圖書類金典獎：廖瞇《滌這個不正常的人》（遠流出版）
- 圖書類金典獎：劉宸君《我所告訴你關於那座山的一切》（春山出版）
- 圖書類金典獎：蘇致亨《毋甘願的電影史：曾經，臺灣有個好萊塢》（春山出版）
- 圖書類蓓蕾獎：蔡翔任《日光綿羊》（南方家園出版）
- 圖書類蓓蕾獎：林新惠《瑕疵人型》（時報文化出版）
- 圖書類蓓蕾獎：陳昌遠《工作記事》（逗點文創結社出版）
- 劇本創作獎：馮勃棣《蘑菇》
- 臺語文學創作獎〡新詩類：杜信龍〈你留佇桌仔頂的紙條仔〉
- 臺語文學創作獎〡散文類：林連鍠〈望後冬〉
- 臺語文學創作獎〡小說類：陳正雄〈毋-捌--ê〉
- 客語文學創作獎〡新詩類：傅素春〈無･在〉
- 客語文學創作獎〡小說類：張㨗明〈1945.問仙〉
- 客語文學創作獎〡小說類：林彭榮〈啞伯个田〉
- 原住民華語文學創作獎〡新詩類：邱立仁〈有光的地方
- 原住民華語文學創作獎〡散文類：程廷〈家的流速，回家或離家的沒語季〉
- 原住民華語文學創作獎〡小說類：陳宏志〈Puniq Utux〉

### 2021

#### 金典獎
- 金典獎年度大獎：鍾文音《別送》（麥田出版）
  - 洪愛珠《老派少女購物路線》（遠流出版）
  - 羅智成《荒涼糖果店》（聯合文學）
  - 張小虹《張愛玲的假髮》（時報文化）
  - 平路《間隙：寫給受折磨的你》（時報文化）
  - 黃崇凱《新寶島》（春山出版）
  - 徐振輔《馴羊記》（時報文化）
  - 伊格言《零度分離》（麥田出版）

#### 蓓蕾獎
- 程廷《我長在打開的樹洞》（九歌出版社）
- 陳宗暉《我所去過最遠的地方》（時報文化）
- 徐振輔《馴羊記》（時報文化）。

#### 創作獎
- 劇本創作獎：首獎從缺/入圍─徐妙凡《滿目春解庫》、游以德《泰雅精神文創劇場》、丁起文《晚安，晚安》
- 臺語文學獎創作獎
  - 新詩：黃明峯〈「你對佗位來?」〉/入圍─杜信龍〈我毋是家己的我〉、陳俐雯〈歹物仔〉、翁月鳳〈啼印〉、王興寶〈蘆竹的咒讖〉
  - 散文：陳龍廷〈Sîn話鬚仔〉/入圍─吳嘉芬〈支援--ê──寫予台語伴〉、林恕全〈外省仔喙〉、林連鍠〈轉〉、葉嘉芸〈銀角仔〉、鍾育紋〈彼盒食毋知味的豆花〉
  - 小說：王永成〈斑甲市〉/入圍─王倩慧〈姊妹仔．再會〉、周志仁〈司馬遷金金相〉
- 客語文學創作獎
  - 新詩：王興寶〈蹶上城門个叭哈花〉、廖育辰〈月曜日个月臺崠遐岸—0.000000001s〉/入圍─何卿爾〈盡尾枋个老車票──東勢支線停駛紀念〉、彭心怡〈阿婆，你好無？〉、黃永達〈細浮鴨个漂浪事件〉
  - 散文：黃秋枝〈疫情時節 講「發」字〉/入圍─林彭榮〈轉屋个路〉、左春香〈阿富牯〉
  - 小說：首獎從缺/入圍─張偼明〈雞嫲啼〉
- 原住民華語文創作獎
  - 新詩：黃璽〈莎拉茅群訪談記事〉/入圍─嚴毅昇〈剝裂自己時須先進行的儀式〉、陳奕宏〈Tjagaraus北大武〉、馬翊航〈在下面舊家那邊〉
  - 散文：首獎從缺/入圍─潘貞蕙〈遠方的光〉
  - 小說：魯亮．諾命〈山瘟〉、潘鎮宇〈Yapapaw〉/入圍─周午莒光〈爸爸們〉

### 2022

#### 金典獎
- 金典獎年度大獎：賴香吟《白色畫像》（印刻文學）
  - 零雨《女兒》（印刻文學）
  - 何致和《地鐵站》（木馬文化）
  - 何玟珒《那一天我們跟在雞屁股後面尋路》（九歌出版）
  - 張娟芬《流氓王信福》（衛城出版）
  - 鍾永豐《菊花如何夜行軍》（春山出版）
  - 陳思宏《樓上的好人》（鏡文學）
  - 林懷民《激流與倒影》（時報出版）

#### 蓓蕾獎
- 郭彥仁《走進布農的山》（大家出版）
- 唐福睿《八尺門的辯護人》（鏡文學）
- 鍾永豐《菊花如何夜行軍》（春山出版）

#### 創作獎
- 劇本創作獎：首獎─從缺/入圍─徐妙凡《一個外送員的二十一種死亡方法》、趙尚祖《凡人之歌》
  - 臺語文學獎創作獎
    - 新詩：黃明峯〈所在──寫予「玫瑰古蹟」 佮蔡瑞月老師〉
    - 散文：林美麗〈院之囚，籠中鳥——觀察室五日〉
    - 小說：從缺

  - 客語文學創作獎
    - 新詩：謝明瑾〈跈龍〉/入圍：李舒亭〈陳澄波摎張捷个盡尾一張公婆合照〉、温存凱〈紅紅个柿仔〉、何卿爾〈日頭必目─致「環台公益路跑」个「盲跑者」〉、張偼明〈烳藥仔〉
    - 散文：從缺
    - 小說：吳餘鎬〈講真話〉、王興寶〈鬼貓仔〉/入圍：吳餘鎬〈鬼貓仔〉、黃秋枝〈醉酒茶香〉、鄧榮坤〈問〉

  - 原住民華語文學創作獎
    - 新詩：邱立仁〈外婆的bunun〉/入圍：陳有志〈雛鳥飛行〉
    - 散文：首獎從缺/入圍：莎妃．巴樂樂霏〈Tudangazang tupa tu ada masial kasu〉
    - 小說：從缺

### 2023

#### 金典獎
- 金典獎年度大獎：陳列《殘骸書》（印刻文學）
  - 寺尾哲也《子彈是餘生》（聯經出版）
  - 黃瀚嶢《沒口之河》（春山出版）
  - 王昭華《我隨意，你盡量》（九歌出版）
  - 陳慧《弟弟》（木馬文化）
  - 張嘉祥《夜官巡場Iā-Kuan Sûn-Tiûnn》（九歌出版）
  - 陳淑瑤《魔以》（印刻文學）
  - 張貴興《鱷眼晨曦》（時報出版）

#### 蓓蕾獎
- 寺尾哲也《子彈是餘生》（聯經出版）
- 黃瀚嶢《沒口之河》（春山出版）
- 張嘉祥《夜官巡場Iā-Kuan Sûn-Tiûnn》（九歌出版）

#### 創作獎
- 劇本創作獎：從缺
- 臺語文學獎創作獎
  - 新詩：黃明峯〈跤跡〉
  - 散文：王永成〈白頭鵠仔〉
  - 小說：林連鍠〈相伨〉
- 客語文學創作獎
  - 新詩：何卿爾〈老相館〉
  - 散文：何志明〈永久个頭擺〉
  - 小說：張郅忻〈打拳頭〉
- 原住民華語文學創作獎
  - 新詩：游悅聲〈Ghap〉
  - 散文：Ihot Sinlay Cihek〈看了鴻鴻老師戲我的〉
  - 小說： Apyang Imiq 程廷〈大腿山〉

### 2024

#### 金典獎
- 金典獎年度大獎：平路《夢魂之地》（木馬文化）
  - 張郅忻《山鏡》（九歌出版）
  - 隱匿《幸運的罪》（雙囍出版）
  - 鹿苹《甜麵包島》（印刻文學）
  - 簡永達《移工築起的地下社會》（春山出版）
  - 李金蓮《暗路》（九歌出版）
  - 唐捐《噢，柯南》（雙囍出版）
  - 梁廷毓《噤聲之界：北臺灣客庄與原民的百年纏結和對話》（游擊文化）

#### 蓓蕾獎
- 黃璽Temu Suyan《骨鯁集》（雙囍出版）
- 梁廷毓《噤聲之界：北臺灣客庄與原民的百年纏結和對話》（游擊文化）
- 許恩恩《變成的人》（木馬文化）

## 外部連結
- 官方网站
- 台灣文學獎的Facebook專頁